# Hans Baluschek
Hans Baluschek (9. května 1870 Vratislav – 28. září 1935 Berlín) byl německý výtvarník. Pocházel z rodiny železničního inženýra, absolvoval Universität der Künste v Berlíně a provozoval vlastní malířskou školu. V roce 1898 patřil k zakládajícím členům Berlínské secese, později se přiklonil k proudu označovanému jako nová věcnost. Využíval nejčastěji techniku akvarelu, námětem jeho tvorby byl život velkoměsta, především jeho průmyslových čtvrtí, později vytvářel také obrazy inspirované jeho zkušenostmi z fronty první světové války. Proletářská tematika souvisela s jeho levicovými názory, byl členem a funkcionářem Sociálnědemokratické strany Německa. Působil také jako poradce berlínského starosty Gustava Böße pro oblast umění a předseda Sdružení německých výtvarných umělců, ilustroval řadu knih, např. pohádky bratří Grimmů, jako filmový výtvarník spolupracoval s Ernstem Lubitschem. Po nástupu nacistů k moci bylo jeho dílo zakázáno jako tzv. zvrhlé umění. Posmrtně byl po něm pojmenován Hans-Baluschek-Park nedaleko jeho bydliště v Schönebergu.

## Galerie

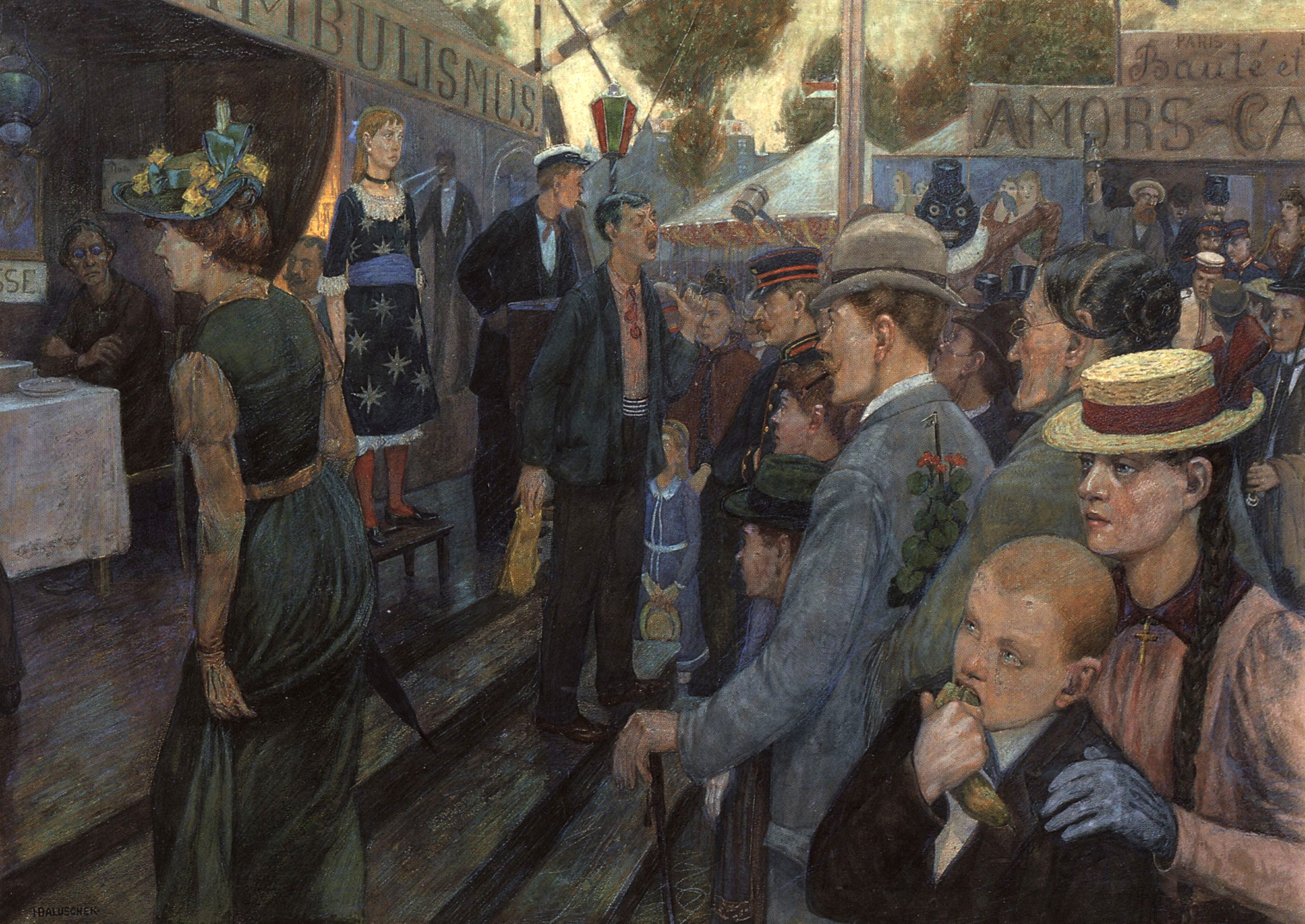
Zábavní park Hasenheide (1895)
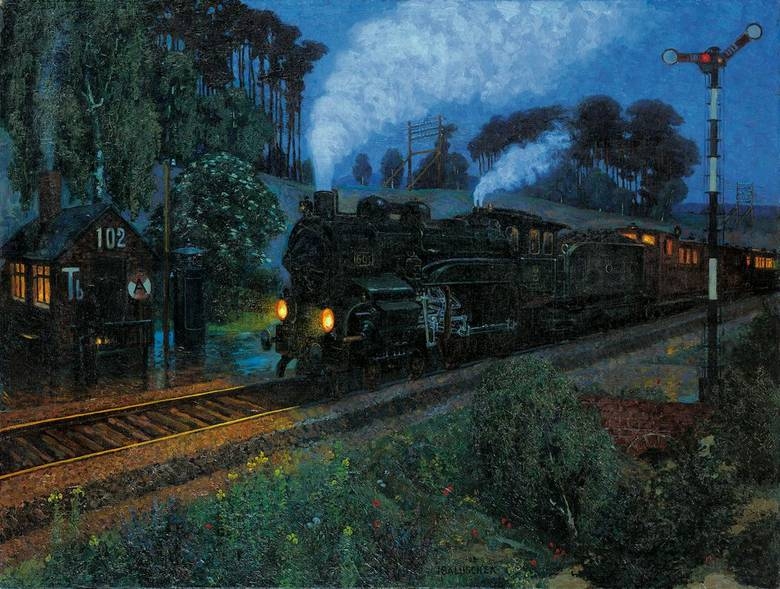
Příjezd rychlíku (1909)
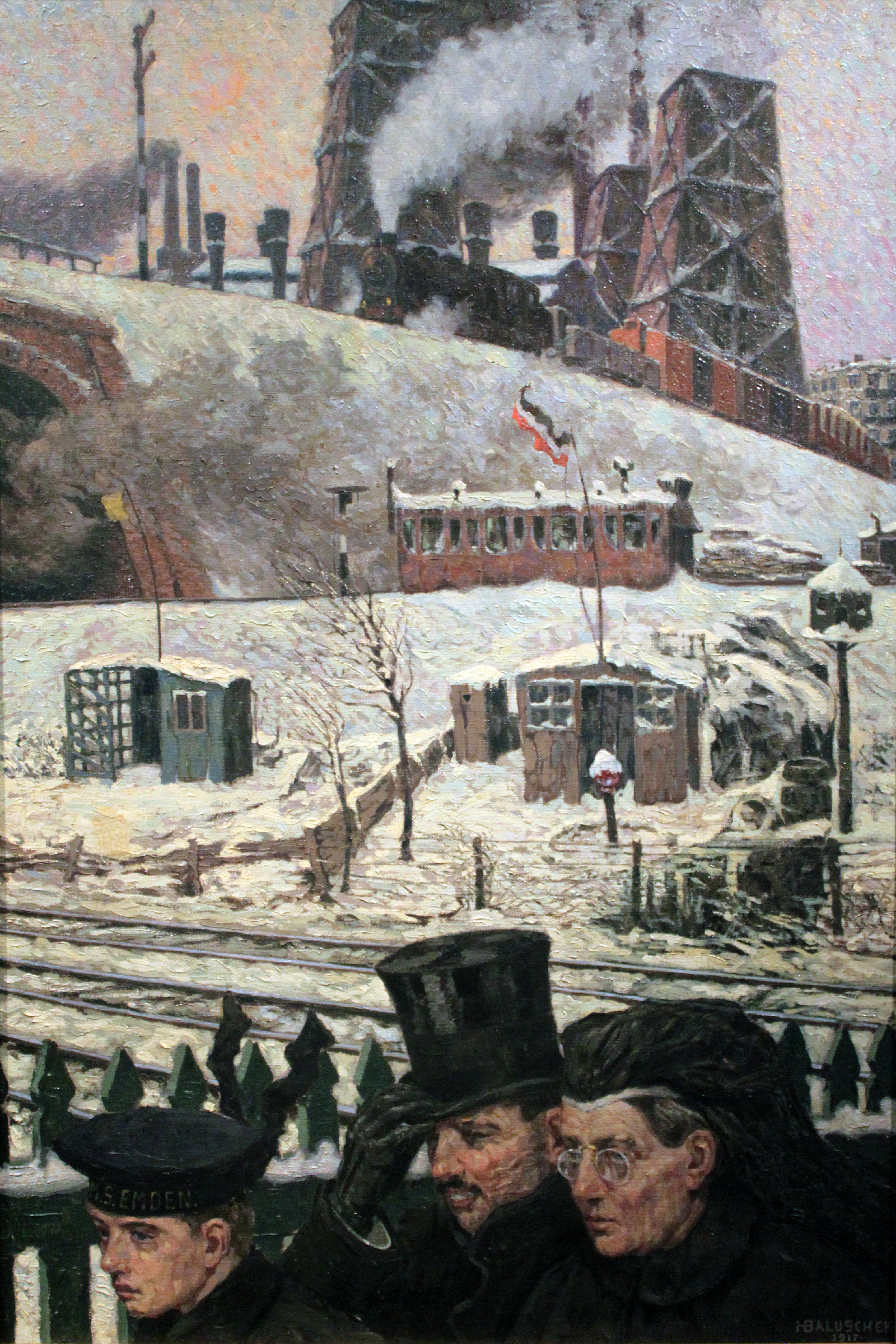
Válečná zima (1917)
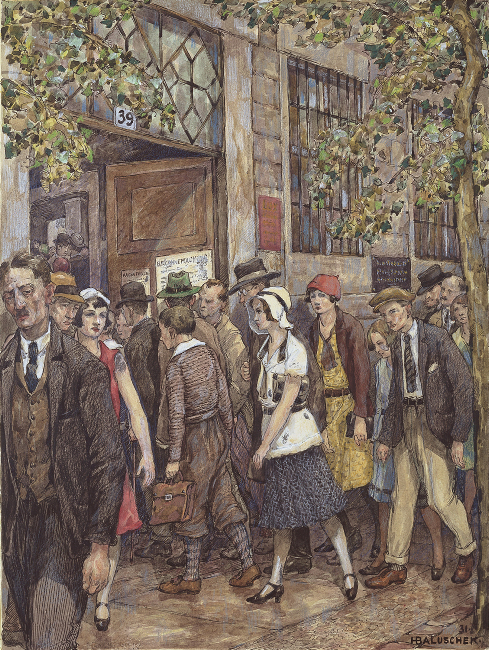
Pracovní úřad (1931)